# Jorge Medardo Heredia
Jorge Medardo Heredia (Casilda, Santa Fe, 22 de marzo de 1956) es un exfutbolista argentino que se desempeñaba como delantero.

## Trayectoria

### Atlético Concepción
Heredia debutó en Atlético Concepción en 1979. En el año 1980 logró la histórica clasificación del equipo bandeño al Campeonto Nacional. También jugó los nacionales de 1982 y 1983, completando una de la eras más gloriosas del león de la Banda.

### Sportivo Italiano
En 1981, debido a que Atlético Concepción no pudo clasificar al campeonato nacional, llegó a Sportivo Italiano para jugar una temporada.

### Atlético Tucumán
En 1984 dio el salto en su carrera cuando pasó a Atlético Tucumán. Heredia llegó como refuerzo de cara al campeonato nacional. En el torneo terminó segundo en su grupo y avanzó a la fase final del certamen.

## Clubes
| Club                | País      |
| ------------------- | --------- |
| Atlético Concepción | Argentina |
| Sportivo Italiano   | Argentina |
| Atlético Tucumán    | Argentina |